# Nydammen (Torsåkers socken, Gästrikland)
Nydammen är en sjö i Hofors kommun i Gästrikland och ingår i Gavleåns huvudavrinningsområde.